# Jubón

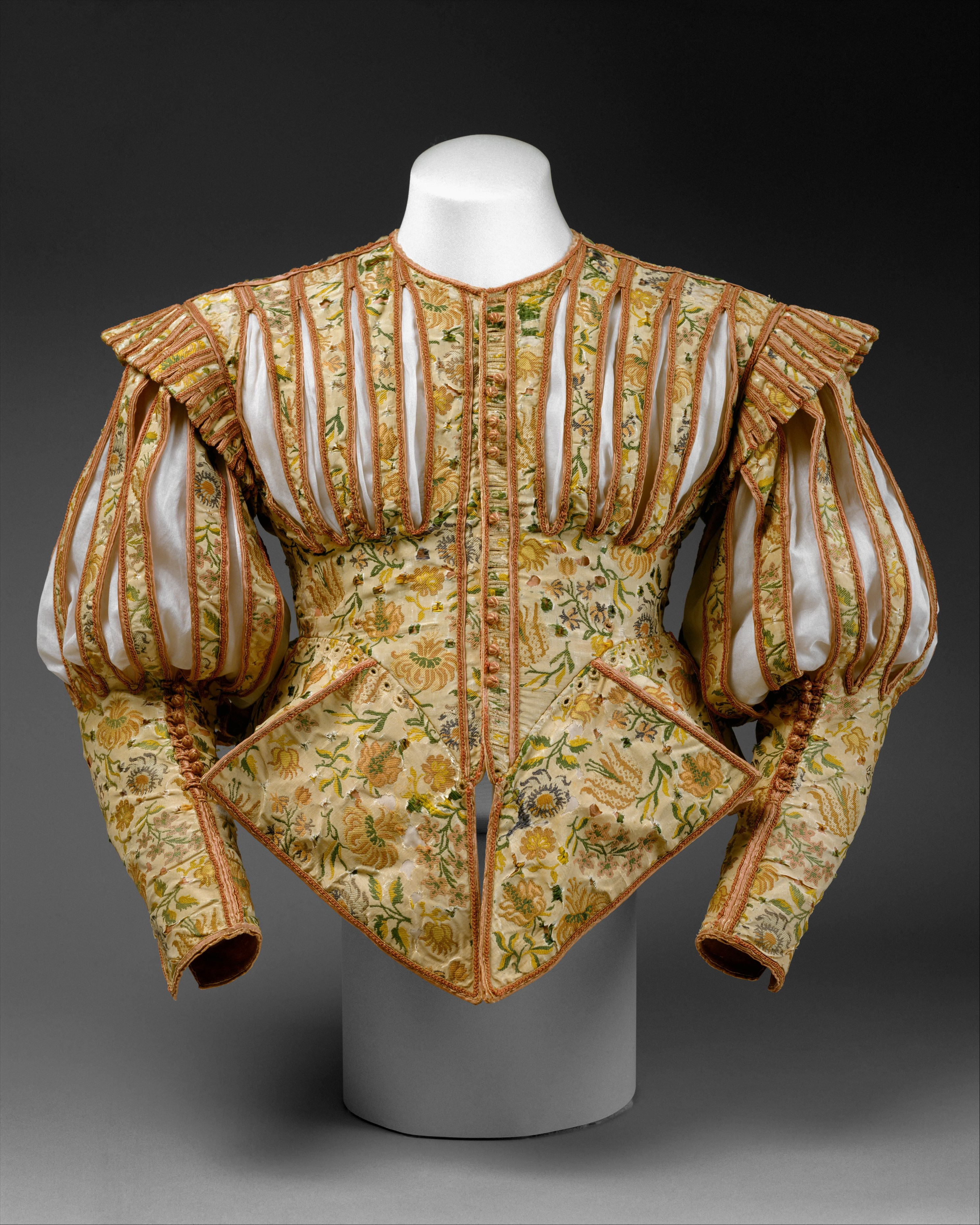
Doublet, ca.1620, [https://commons.wikimedia.org/wiki/File:Doublet_MET_DT6135.jpg Metropolitan Museum of Art

El jubón es una prenda rígida que cubría desde los hombros hasta la cintura y que estuvo en boga en España en los siglos XV al XVII, hasta que las túnicas más largas o con vuelos de haldas y las casacas de influencia francesa se hicieron más populares.
Su aparición como parte del traje civil data del siglo XIV pero su verdadero auge lo alcanzó en el siglo XVI, en que se extendió desde España a toda Europa. Era usado en la Edad Media para ambos sexos, se adoptó, a finales del siglo XVI, para uso cortesano, en todas las cortes europeas. El maestro sastre que tenía como oficio hacer o vender jubones era el jubonero.
Se trataba de una prenda interior que se llevaba sobre la camisa y que se unía a las calzas por medio de agujetas (cordones). Los tejidos más apreciados eran el raso, el terciopelo y las telas doradas. Encima de ella se vestía la ropilla con mangas o un coleto sin ellas. Una de las partes características del jubón era su cuello rígido llamado collar. Para darles más consistencia, generalmente se forraban con varias piezas de tela.
Las damas también usaron jubón, si bien en tiempo posterior a los hombres. Su particularidad fue la de añadirle una prolongación en el talle en forma de pico.
En la primera década del siglo XXI, es aún llevado por los tunos.

## Tipos de jubones
- Con faldetas. Cota o armadura que usaron los antiguos y les ceñía perfectamente el cuerpo. Estaba hecha de muchas telas bien batidas y unidas, colocadas sobre una piel de ciervo, muy parecida al coleto, con escarcelas y guarda ríñones.
- De bastidor. Jubón de malla.
- De nudillos. Llevaba este nombre cuando su labor formaba cierta especie de malla o nudos.
- Ojeteado. Jubón de redecilla de acero muy menuda, puesta sobre tela fuerte o piel a propósito para defender el pecho de las estocadas.